# جاده ئی۲۰ اروپا
جاده ئی۲۰ اروپا (به انگلیسی: European route E20) یکی از جاده‌های اصلی قاره اروپا است.
این جاده که از فرودگاه شنن (ایرلند) شروع شده، در شهر سن پترزبورگ (روسیه) به پایان می‌رسد و ۱۸۸۰ کیلومتر مسافت دارد.

## نکارخانه
- یورک‌شایر غربی
- دانمارک
- پل گریت بلت
- پل اورسوند، مابین دانمارک و سوئد
- پل اورسوند
- سواحل شرقی اورسوند
- استونی